# Marc de Gaza
Marc de Gaza (grec antic: Μάρκος; llatí: Marcus) fou un escriptor grec que va escriure la biografia de sant Porfiri de Gaza, que va viure als segles IV i V.
Era nadiu probablement de la província proconsular d'Àsia i va viatjar a Terra Santa per visitar els escenaris de la història sagrada, on es va fer amic de Porfiri que havia anat a Jerusalem vers el 393. Porfiri el va enviar a Tessalònica una mica abans de l'any 393, per fer algunes gestions amb el seu patrimoni i a la tornada va esdevenir el seu company inseparable. Porfiri el va ordenar diaca i el 398 el va enviar a Constantinoble per obtenir un edicte de l'emperador per destruir els temples dels pagans de Gaza. Va obtenir un edicte per tancar els temples, però no per destruir-los i això no fou suficient per acabar amb els pagans així que Porfiri va anar personalment a Constantinoble el 401, acompanyat de Marc, l'any que va néixer el futur emperador Teodosi II el Jove, i va aconseguir l'edicte desitjat. Després van retornar a Gaza on Marc va romandre fins a la seva mort. La biografia va tenir una traducció llatina del seu original grec (Vita S. Porphyrii, Episcopi Gazensis).